# Albert Zürner

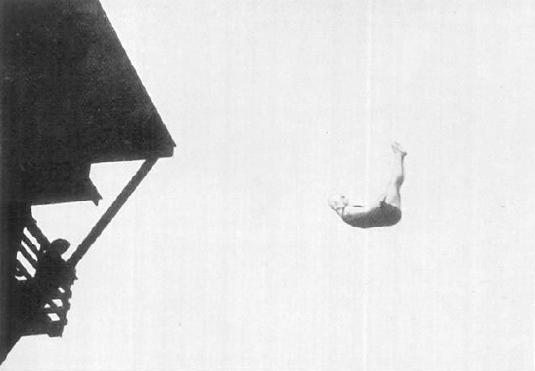
Albert Zürner

Albert Zürner, (Hamburgo, 30 de enero de 1890 - Hamburgo, 13 de julio de 1920) fue un saltador de trampolín (natación) alemán que compitió para su país.
Zürner es titular de dos medallas olímpicas ganadas en dos ediciones diferentes. A pesar de haber participado en la edición de 1906, en los Juegos Olímpicos intercalados, el ganador del primer podio, llegó en trampolín de 3 metros en Londres 1908, cuando ganó la medalla de oro. La segunda conquista, la medalla de plata, se produjo cuatro años después, en plataforma de 10 metros. En su ciudad natal, Albert murió a la edad de treinta años en un accidente de buceo.